# Cinesi in Italia
La comunità cinese d'Italia, secondo i dati Ministero del lavoro e delle politiche sociali, al 1º gennaio 2018 è composta da 309 110 residenti con cittadinanza cinese, a cui si aggiungono 683 taiwanesi (nel 2019), pari allo 0,55% del totale della popolazione residente in Italia. La comunità di origine cinese quindi è la quarta per numero di residenti, dietro a quella romena, albanese e marocchina.

## Demografia
La migrazione cinese sarebbe iniziata dopo la prima guerra mondiale, quando arrivò a Milano il primo gruppo di cinesi del sud dello Zhejiang, probabilmente attraverso la Francia, dove avevano lavorato nelle fabbriche durante la guerra.
Attraverso catene migratorie a carattere familiare, altri cinesi dalla stessa regione arrivarono in Italia nei decenni successivi; in ogni caso, la migrazione rimase limitata, considerato che nel 1975 erano registrati solo 402 adulti di nazionalità cinese in Italia.
Un secondo importante flusso migratorio sarebbe iniziato negli anni '80, quando, oltre che dallo Zhejiang, si registrò un importante influsso di migranti dalla regione del Fujian, seguiti da emigranti provenienti dal nord-est della Cina negli anni '90 e, nei primi anni 2000, da un ulteriore flusso causato dalla chiusura delle grandi industrie e miniere di stato nel nord del Paese.
Secondo il Ministero del lavoro e delle politiche sociali, al primo gennaio 2018, "i cittadini di origine cinese [...] in Italia risultano 309 110, pari all'8,3% del totale dei cittadini non comunitari". Di questi, circa il 25% sono minori; il 67,5% della manodopera cinese è occupata nei ristoranti o nel commercio, e il 20% nell'industria; oltre la metà della comunità cinese risiede nel nord Italia, ma ben il 16% dei cinesi in Italia risiede tra le province di Firenze e Prato. Tra le comunità di immigrati, quella cinese è quella che presenta il tasso di disoccupazione più basso, con il 4,5%.

### Piemonte
Secondo uno studio condotto nel 2010 congiuntamente dal CESNUR e dall'Università di Torino su oltre 4 000 individui della sola comunità cinese di Torino, il 48% di essi sono donne e il 30% minori; il 90% viene dallo Zhejiang. Per quanto riguarda l'occupazione, il 70% lavora nella ristorazione e più del 20% nel commercio.

## Religione
| Religione                 | Religione                 |  | Percentuale | Percentuale |
| ------------------------- | ------------------------- |  | ----------- | ----------- |
| Religione popolare cinese | Religione popolare cinese |  | 38,4%       | 38,4%       |
| Buddismo                  | Buddismo                  |  | 13,7%       | 13,7%       |
| Chiesa cattolica          | Chiesa cattolica          |  | 3,6%        | 3,6%        |
| Protestantesimo           | Protestantesimo           |  | 3,3%        | 3,3%        |
| Testimoni di Geova        | Testimoni di Geova        |  | 1,1%        | 1,1%        |
| Non religiosi             | Non religiosi             |  | 39,9%       | 39,9%       |

| Religione          | Religione          |  | Percentuale | Percentuale |
| ------------------ | ------------------ |  | ----------- | ----------- |
| Buddismo           | Buddismo           |  | 44,4%       | 44,4%       |
| Chiesa cattolica   | Chiesa cattolica   |  | 5,0%        | 5,0%        |
| Protestantesimo    | Protestantesimo    |  | 2,3%        | 2,3%        |
| Testimoni di Geova | Testimoni di Geova |  | 1,1%        | 1,1%        |
| Altre religioni    | Altre religioni    |  | 3,8%        | 3,8%        |
| Non religiosi      | Non religiosi      |  | 44,5%       | 44,5%       |

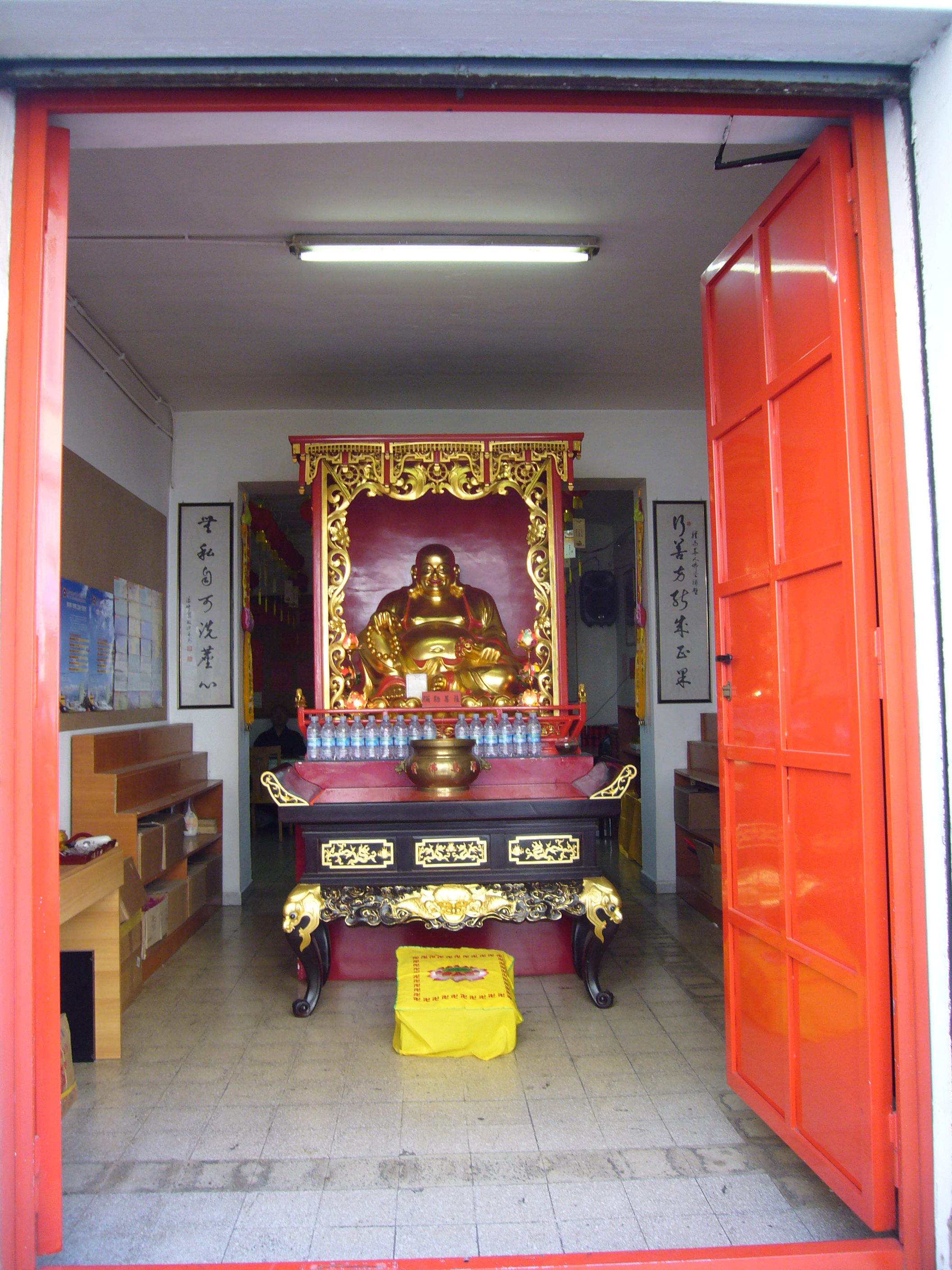
Sala del Tempio Putuoshan in via Ferruccio, Esquilino, Roma.

Secondo un sondaggio del CESNUR, la maggioranza dei cinesi (59,3%) dichiara di non seguire alcuna religione, il 38,4% seguono la religione cinese, il 31,6% sono buddhisti (il 13,7% buddhisti puri, mentre il resto buddhisti in seno alla religione cinese), l'8% sono cristiani (di cui cattolici 3,6%, protestanti 3,3% e testimoni di Geova 1,1%) e i taoisti sono l'1,1%. Secondo i dati raccolti dall'ISTAT relativi a tutti i cinesi residenti in Italia, il 44,4% sono buddhisti, il 5% cattolici, il 2,3% protestanti, l'1,1% testimoni di Geova e il 3,8% di altre religioni, mentre il 44,5% non sono religiosi.
Molti cinesi, anche quelli che si dichiarano non religiosi, praticano nel privato i culti di varie divinità, quali il Dio del Suolo (Tǔshén 土神) e il Dio della Prosperità (Fúshén 福神) cui sono dedicati riti all'inaugurazione delle attività imprenditoriali, e le cui statue sono presenti negli altari domestici, degli esercizi commerciali e dei ristoranti, insieme alle statue di altri dèi quali gli Otto Immortali (Bāxiān 八仙) e la Dea della Misericordia (Guānyīn 观音). Tra i Cinesi d'Italia è molto presente anche la tradizione rituale taoista-sciamanica della Dama di Linshui (Línshuǐ fūren 临水夫人), che è tipica della zona di provenienza della maggior parte di essi (Zhejiang).
I Cinesi d'Italia hanno fondato diversi luoghi di culto nella penisola, di cui quelli formali comprendono:
- Templi del buddhismo cinese:
  - "Tempio Buddhista del Monte Putuo" (Putuoshan si 普陀山寺) a Roma, Esquilino, di tradizione Chán — fondato nel 2005 da cinesi del continente, affiliato allo Zhongtai Chansi 中台禪寺 a Taiwan e ai templi del sacro Monte Putuo nello Zhejiang — nel 2013 la comunità ha fondato il "Tempio della Virtù Fiorente" che ne è divenuta sede principale, mentre il Putuoshan si rimane come tempio sussidiario;[12]
  - "Tempio Buddhista del Fiore Universale" (Puhua si 普花寺) a Prato, di tradizione Terra Pura — fondato nel 2009, affiliato allo Shuilu si 水陸寺 di Wenzhou, Zhejiang;[12][13][14]
  - "Tempio Buddhista della Virtù Fiorente" (Huayi si 華義寺, ma Huayi si presta anche all'interpretazione "Cina-Italia", essendo Hua e Yi anche i nomi brevi per i due Paesi) a Roma, Prenestino, di tradizione Chán — fondato nel 2013 come sede maggiore per la comunità del Putuoshan si;[12][15]
  - "Tempio Buddhista del Luminoso Splendore" (Huigao si 慧杲寺) a Desio, Monza e Brianza — fondato nel 2015;[16]
  - "Tempio Chan del Risveglio (Bodhi)" (Puti chanxiu zhongxin 菩提禪修中心) a Prato, di tradizione Chán — fondato nel 2016, è un tempio sussidiario dello Huayi si di Roma;[12]
  - "Tempio di Guanyin di Milano" (米兰观音堂 Milan Guanyin tang) a Cernusco sul Naviglio, Milano, di tradizione Guanyin Famen (观音法門);[17]
  - "Tempio di Guanyin di Prato" (普拉托观音堂 Pulatuo Guanyin tang) a Prato, di tradizione Guanyin Famen;[18]
  - "Tempio Longquan di Napoli" (Nabulesi Longquan daochang 那不勒斯龍泉道場), non-settario — fondato nel 2016, è un tempio sussidiario del Tempio Longquan (Longquan si 龍泉寺) di Pechino e del Tempio Jile (Jile si 極樂寺) in Fujian;[12]
  - "Tempio Longquan di Firenze" (Fuluolunsa fotang 佛羅倫薩佛堂), non-settario — fondato nel 2018, è un altro tempio sussidiario del Tempio Longquan di Pechino e del Tempio Jile in Fujian.[12]
  - "Tempio Buddhista della Luce Raggiante" (Guangming si 光明寺) a Torino — fondato nel 2024;[19]
  - "Monastero Buddhista del Tesoro del Loto" (Huazang si 花藏寺) a Campi Bisenzio, Firenze, di tradizione Chán — in costruzione nel 2019, sarà un grande monastero affiliato allo Zhongtai Chansi 中台禪寺 di Taiwan.[20]
- Templi dell'organizzazione religiosa popolare cinese Yiguandao (一贯道) — chiamati 佛堂 fotang, "sale del risveglio":
  - "Tempio Yiguandao dei Cinesi di Palermo" (Balemo Huaren fotang 巴勒莫华人佛堂) — fondato nel 2008;
  - "Tempio Yiguandao della Grazia" a Roma, Torpignattara — fondato nel 2011.[21][22]

Più rappresentata che nella stessa Cina e nella provincia di origine della maggior parte dei Cinesi d'Italia è la comunità cinese cristiana, specialmente affiliata alla Chiesa evangelica cinese, la quale gestisce varie sale di culto in diverse città italiane. Allo stesso modo hanno una buona presenza tra i cinesi residenti in Italia i testimoni di Geova. Inoltre, molte centinaia di cinesi residenti in Italia sono rifugiati appartenenti a organizzazioni religiose considerate socialmente pericolose e dichiarate illegali dal governo della Cina, quali la Chiesa di Dio Onnipotente d'ispirazione cristiana e il Falun Gong d'ispirazione buddhista-taoista.

## Integrazione

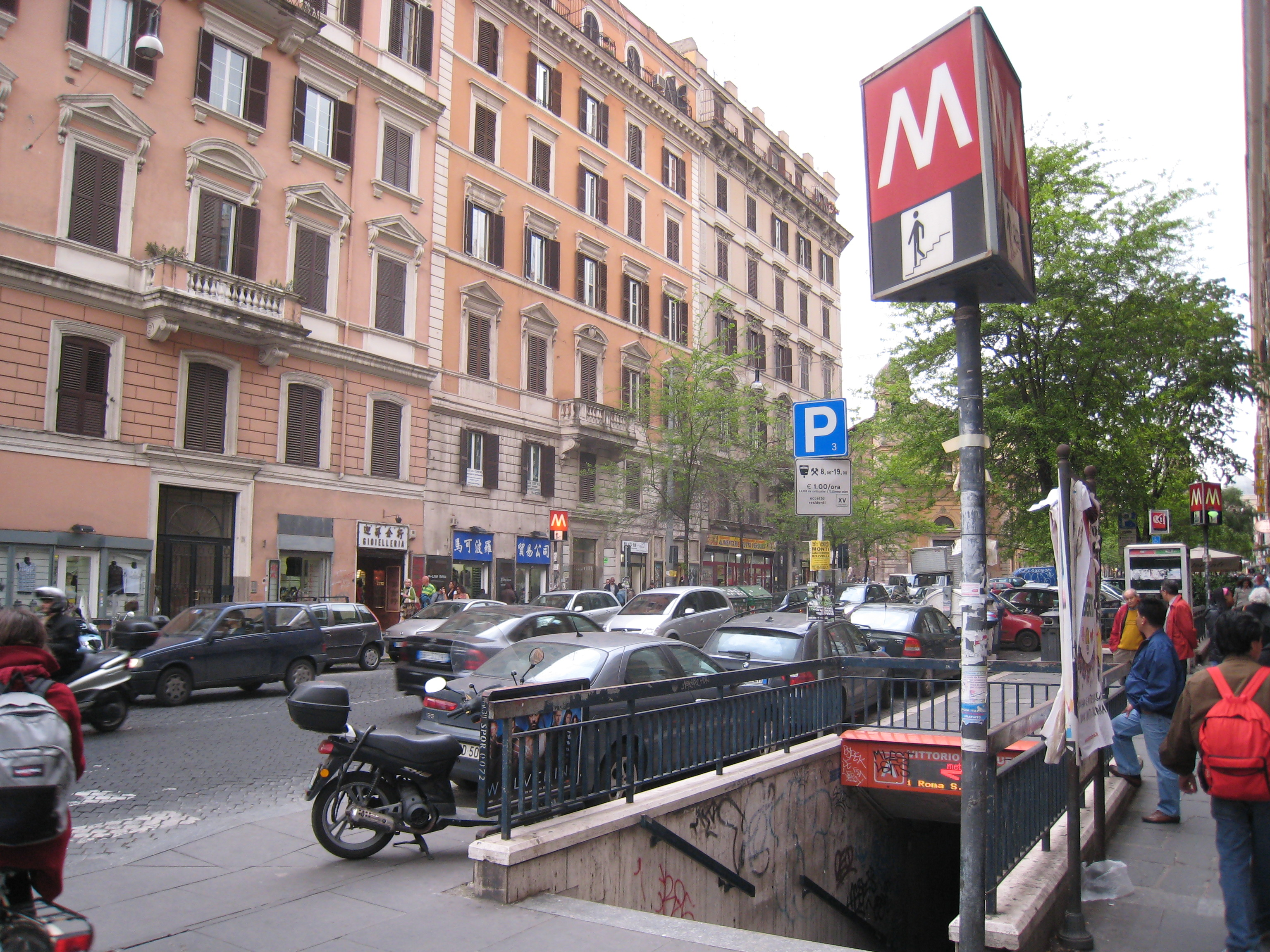
Uno scorcio della Chinatown di Roma, nel Quartiere Esquilino. Roma, insieme a Milano e Prato, ospita la più numerosa comunità cinese in Italia.

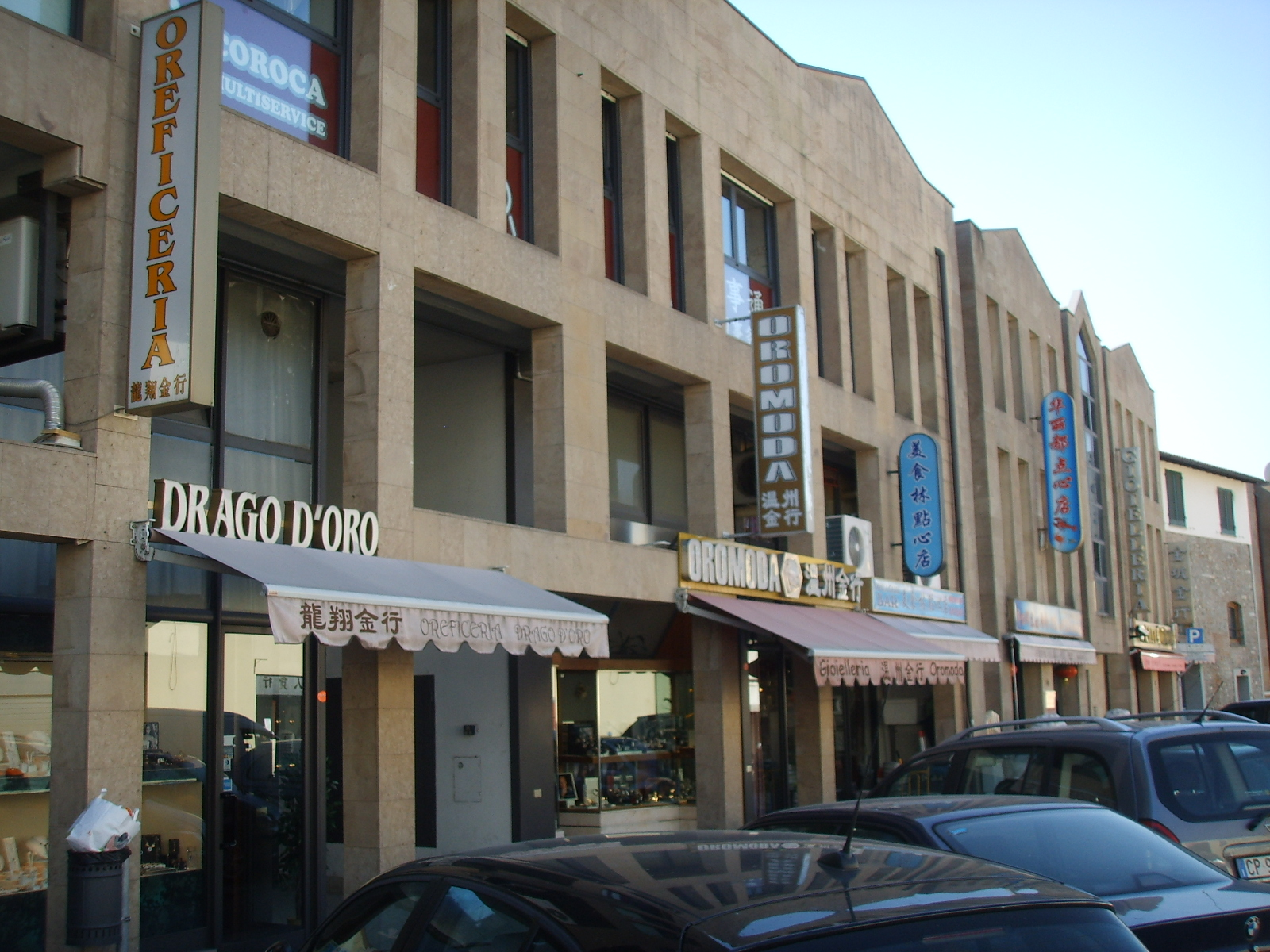
La "Chinatown di Prato", che insieme a quelle di Roma e Milano è la più grande e importante d'Italia.

Negli anni non sono mancate situazioni di tensione, generate da un'integrazione talvolta difficile. Nel 2007, parecchie decine di cinesi hanno sfilato per le strade di Milano per protestare contro la discriminazione subita. La città di Treviso ha ordinato ai negozi gestiti da cinesi di togliere le loro lanterne perché sembravano "troppo orientali".
In generale, è nelle grandi città dove risiedono le comunità più numerose che contrasti e differenze tendono inevitabilmente ad amplificarsi, specie laddove le attività economiche cinesi entrano in concorrenza con quelle italiane, com'è accaduto a Prato nel settore tessile. Al tempo stesso, è proprio in tali realtà che gli immigrati di seconda generazione, nati e cresciuti in Italia, cominciano a chiedere maggiore attenzione e a cercare di integrarsi sempre di più.

## Comunità cinesi per città
- Milano 29 001 - attorno a Via Paolo Sarpi (Chinatown di Milano)
- Prato 23 217
- Roma 19 600 - concentrata nel Quartiere Esquilino
- Torino 7 560
- Firenze 6 130
- Napoli 5 411
- Campi Bisenzio 5 270
- Bologna 3 759 - concentrata nel quartiere Bolognina
- Venezia 3 351
- Reggio Emilia 2 957
- Padova 2 671
- Genova 2 544
- Empoli 2 373
- Brescia 2 370
- Catania 2 207
- Forlì 1 836
- Fucecchio 1 809
- Verona 1 727
- San Giuseppe Vesuviano 1 649
- Terzigno 1 649
- Palermo 1 454
- Bergamo 1 385
- Rimini 1 371
- Modena 1 149
- Carpi 1 130
- Cerreto Guidi 1 107
- Conegliano 1 107
- Montebelluna 1 074
- Sesto Fiorentino 1 032
- Trieste 1 021